# Успанов Курмангалій Успанович
Курмангалій Успанович Успанов (15 серпня 1907, селище Сарикамиш Актюбинського повіту Тургайської області, тепер Акбулацького району Оренбурзької області, Російська Федерація — 7 вересня 1968, місто Алма-Ата, тепер місто Алмати, Казахстан) — радянський і казахський діяч, секретар ЦК КП Казахстану, ректор Алма-Атинської вищої партійної школи. Депутат Верховної ради Казахської РСР 4—5-го скликань.

## Життєпис
До 1928 року — слухач Московського робітничого факультету імені Калініна.
У 1928—1931 роках — студент Московського інституту народного господарства імені Плеханова. У 1931—1934 роках — аспірант Московського інституту народного господарства імені Плеханова.
У 1934—1937 роках — викладач, проректор Актюбинської вищої комуністичної сільськогосподарської школи.
Член ВКП(б) з 1937 року.
У 1937—1941 роках — завідувач навчальної частини, директор Актюбинського учительського інституту.
У 1941—1944 роках — завідувач Актюбинського обласного відділу народної освіти.
У 1944—1945 роках — директор Казахського державного жіночого педагогічного інституту.
У 1945—1955 роках — завідувач відділу шкіл ЦК КП(б) Казахстану, заступник завідувача відділу пропаганди та агітації ЦК КП(б) Казахстану, завідувач відділу шкіл ЦК КП Казахстану.
У 1955 — 12 січня 1957 року — секретар ЦК КП Казахстану.
У 1957 — 7 вересня 1968 року — ректор Алма-Атинської вищої партійної школи.
Помер 7 вересня 1968 року в місті Алма-Аті (Алмати). Похований на Центральному цвинтарі Алмати.

## Нагороди
- два ордени Трудового Червоного Прапора
- орден «Знак Пошани»
- медалі